# مدرسة الثالوث اللاهوتية الإنجيلية
مدرسة الثالوث اللاهوتية الإنجيلية (بالإنجليزية: Trinity Evangelical Divinity School)‏ هي جامعة، تأسست في 1949، في الولايات المتحدة.